# Больмен
Бо́льмен (швед. Bolmen) — озеро на юге Швеции, расположенное в исторической провинции Смоланд, на границе современных ленов Крунуберг, Халланд и Йёнчёпинг. Сток озера — в реку Лаган через её приток Больмон. Высота над уровнем моря — 142 м.
Больмен является крупнейшим по величине озером южной Швеции. Площадь озера Больмен составляет 184 км², средняя глубина — 5,4 м, максимальная глубина — 37 м. Объём озера — 1,1 км³. Средний сток — 22 м³/с.
На озере имеется 365 островов. Крупнейшим из них является остров Больмсё, на котором был сделан ряд археологических находок.
Основными впадающими реками являются Стурон, Лиллон (Lillån) и сток озера Уннен.
Цветность воды с 1970-х годов увеличилась втрое. Происходит переход водоёма из олигогуминовой группы (цветность менее 20 мг/л) в мезогуминовую (цветность 25—80 мг/л).
Площадь водосбора — 1640 км². 76 % водосборного бассейна покрыто лесами (преимущественно хвойными), 9 % заняты сельскохозяйственными угодьями, 10 % в северной части — торфяниками, включая комплекс болот «Стуре-Моссе».

## Туннель из Больмена
Озеро Больмен обеспечивает значительную часть потребности лена Сконе в пресной воде. Служит источником питьевой воды для более полумиллиона человек. В 1966 году была создана муниципальная компания Sydvatten. Компания, созданная городами Мальмё, Лунд, Хельсингборг, Ландскруна и Эслёв, с участием коммун Бурлёв, Хёганес, Чевлинге, Ломма, Свалёв, Сведала и Стаффaнстopп, получила в 1970 году разрешение правительства на забор воды для удовлетворения потребностей Сконе и района Хальмстада из озера Больмен в 6 м³/с. Вода забирается у ГЭС «Шеэн» (Skeen vattenkraftverk) у южной оконечности озера Больмен и подаётся через туннель в горах в приемник у населенного пункта Персторп, затем подаётся на водоочистное сооружение Ringsjöverket близ Стехага у озера Вестра-Рингшён, где проходит 3—4-х этапную очистку и затем системой водопроводов распределяется по районам-потребителям. В 1975 году начато строительство магистрального туннеля (Bolmentunneln) длиной 80 км, которое было завершено в 1975 году, 12 лет спустя. Площадь поперечного сечения туннеля — 9 м². Перепад высот — 90 м, поэтому транспортировка воды осуществляется вследствие естественного уклона.